# Junkers Fo 2
Lo Junkers Fo 2 era un motore aeronautico a 6 cilindri a pistoni contrapposti con flusso monodirezionale, a ciclo Diesel a due tempi, progettato e realizzato dall'azienda tedesca Junkers Flugzeug und Motorenwerke AG negli anni 1910 del XX secolo. Pure se progettato inizialmente per essere alimentato a gasolio, essendosi l'Idflieg dichiarato non interessato ad adottare una simile motorizzazione per i velivoli, il secondo prototipo fu convertito per essere alimentato a benzina.
Fu il primo esempio di motore a gasolio progettato dall'azienda e, anche se non ebbe sviluppi commerciali e non venne montato su alcun velivolo, servì come esperienza per i progetti successivi Fo 3 ed Fo 4.

## Versioni
Fo 2
prima versione sviluppata nel 1917.
EFo 2

## Velivoli utilizzatori
Germania
- Junkers JG 1 (progetto cancellato)